# Работнов, Николай Семёнович
Николай Семёнович Работнов (9 марта 1936, Ярославль — 28 октября 2006) — советский и российский учёный, физик-ядерщик, соавтор открытия (№ 269 с приор. от 1965 г.). Доктор физико-математических наук, профессор, Заслуженный деятель науки РФ. Также известен как один из авторов сборников «Физики шутят» и «Физики продолжают шутить».

## Научная биография
В 1959 г. окончил МИФИ (с отличием) по специальности «теоретическая ядерная физика».
Работал в ФЭИ в Обнинске, с 1993 заместитель директора по фундаментальным исследованиям.
Доктор физико-математических наук (1973), профессор (1991). Академик РАЕН (1995). Заслуженный деятель науки РФ.
Автор исследований в области теории ядра и физики ядерного топливного цикла.
Соавтор открытия квадрупольного фотоделения чётно-чётных тяжёлых ядер (№ 269 с приоритетом от 22 марта 1965 г., С. П. Капица, Ю. М. Ципенюк, Н. С. Работнов, Г. Н. Смиренкин, А. С. Солдатов, Л. Н. Усачёв). Экспериментально установлена неизвестная ранее закономерность подбарьерного фотоделения чётно-чётных ядер, заключающаяся в возрастании доли квадрупольной компоненты в области подбарьерных энергий и обусловленная зависимостью энергетических барьеров от квантовых характеристик делящихся ядер.
В 2000—2002 учёный секретарь Минатома России. В 2002—2004 эксперт МАГАТЭ (работал в Австрии).
Один из авторов сборников «Физики шутят» и «Физики продолжают шутить».
Умер 28 октября 2006 года. Похоронен на Кончаловском кладбище г. Обнинска.